# Epidendrum kautskyi
Epidendrum kautskyi är en orkidéart som beskrevs av Guido Frederico João Pabst. Epidendrum kautskyi ingår i släktet Epidendrum och familjen orkidéer. Inga underarter finns listade i Catalogue of Life.